# (2952) Lilliputia
(2952) Lilliputia est un astéroïde de la ceinture principale.

## Description
(2952) Lilliputia est un astéroïde de la ceinture principale. Il fut découvert le 22 septembre 1979 à Naoutchnyï par Nikolaï Tchernykh. Il présente une orbite caractérisée par un demi-grand axe de 2,31 UA, une excentricité de 0,17 et une inclinaison de 3,3° par rapport à l'écliptique.

## Compléments